# Stephen Sackur
Stephen John Sackur (n. 9 ianuarie 1964, Spilsby, Anglia, Regatul Unit) este un jurnalist englez care prezintă HARDtalk, un program de interviu de actualitate pe BBC World News și BBC News Channel. El este, de asemenea, principalul prezentator de vineri al emisiunii GMT la BBC World News. Timp de cincisprezece ani, a fost corespondent străin al BBC-ului și este colaborator regulat la BBC Radio 4 și la o serie de ziare și reviste.